# Norsko na Letních olympijských hrách 2000
Norsko na Letních olympijských hrách 2000 v Sydney reprezentovalo 93 sportovců, z toho 44 mužů a 49 žen. Nejmladším účastníkem byl Siren Sundby (17 let, 293 dní), nejstarším pak Harald Stenvaag (47 let, 203 dní). Reprezentanti vybojovali 10 medailí, z toho 4 zlaté, 3 stříbrné a 3 bronzové.

## Medailisté
| Medaile | Jméno | Sport             | Disciplína                           |
| ------- | --- | ----------------- | ------------------------------------ |
| Zlato   | Trine Hattestadová | Atletika          | Ženy hod oštěpem                     |
| Zlato   | Knut Holmann | Kanoistika        | K-1 500 m - muži                     |
| Zlato   | Knut Holmann | Kanoistika        | K-1 1000 m - muži                    |
| Zlato   | Anita Rapp Hege Riise Brit Sandaune Dagny Mellgren Bente Nordby Marianne Pettersen Gøril Kringen Bente Kvitland Unni Lehn Ingeborg Hovland Silje Jørgensen Monica Knudsen Ragnhild Gulbrandsen Solveig Gulbrandsen Margunn Haugenes Kristin Bekkevold Christine Boe Jensen Gro Espeseth | Kopaná            | turnaj žen                           |
| Stříbro | Kjersti Plätzerová | Atletika          | Ženy chůze na 20 km                  |
| Stříbro | Trude Gundersenová | Taekwondo         | váha střední (67 kg)                 |
| Stříbro | Fredrik Raaen Bekken Olaf Tufte | Veslování         | dvojskif                             |
| Bronz   | Harald Stenvaag | Sportovní střelba | karabin - malorážka tři postoje 50 m |
| Bronz   | Paul Davis Herman Horn Johannessen Espen Stokkeland | Jachting          | Yngling                              |
| Bronz   | Kristine Duvholt Trine Haltvik Heidi Tjugum Susann Goksør-Bjerkrheim Ann Cathrin Eriksen Kjersti Grini Elisabeth Hilmo Mia Hundvin Tonje Larsen Cecilie Legangerová Jeanette Nilsen Marianne Rokne Brigitte Sættem Monica Sandve Else-Marthe Sørlie                                     | Házená            | Turnaj žen                           |